# Карпов, Иван Фёдорович Меньшой
Иван Фёдорович Карпов Меньшой (?—1554) — воевода и окольничий во времена правления Ивана IV Васильевича Грозного.
Из дворянского рода Карповы, ветвь Рюриковичи. Третий сын Фёдора Ивановича Карпова. Имел братьев: Ивана Большого, Долмата и Василия Фёдоровичей.

## Биография
В феврале 1547 года в день бракосочетания царя Ивана Грозного и Анастасии Романовны Юрьевой-Захарьиной в свадебном поезде нёс вторым царицын каравай. В 1549 году второй воевода в Рязани, а после для приготовления к Казанскому походу Ертаульного полка стоял вторым воеводою во Владимире. В 1550 году пожалован в окольничие.    В апреле 1551 года послан к Казани вторым воеводой Передового полка судовой рати, в мае на свадьбе двоюродного брата царя — князя Владимира Андреевича с Евдокией Александровной Нагой у Государя за столом в окольничем месте сидел, после послан в поход третьим воеводою Ертаульного полка под Казань и стоял с турами, с другими воеводами возвели царя Шигалея на казанское ханство, в июле участвовал в государевом походе к Коломне против крымцев.
Умер в 1554 году.